# Норвежский лемминг
Норвежский лемминг (лат. Lemmus lemmus) — вид рода настоящих леммингов подсемейства полёвковых. Представлен двумя подвидами:  L. l. lemmus (Linnaeus, 1758) (Скандинавия и Кольский п-ов) и L. l. chernovi Spitsyn, Bolotov & Kondakov, 2021 (Новая Земля: о. Южный). 

## Распространение
Ранее считался эндемиком Норвегии, западной и северной Швеции, северной Финляндии и Кольского полуострова (Россия). Обнаружен на некоторых островах. Южная граница ареала нестабильна из-за больших миграций, происходящих время от времени. Обитает в различных альпийских и субарктических местностях, включая торфяные болота, пустоши с карликовыми кустарниками, а также склоны и хребты с редкой растительностью. Во время массового размножения его можно найти в лесах, сельскохозяйственных угодьях, а также по замёрзшим озёрам. Подвид Lemmus lemmus chernovi Spitsyn, Bolotov & Kondakov, 2021 эндемик Южного острова Новой Земли. 

## Описание
Длина тела до 15,5 см, хвост длиной 1,0—1,9 см, масса до 130 г. Окраска меха сверху серо-коричневого цвета, от головы до середины спины проходит чёрная полоса. Горло и грудь чёрно-коричневые, низ желтовато-серый.

## Образ жизни
Взрослые особи питаются преимущественно осокой, травами и мхом. Активны как днём, так и ночью, чередуя время отдыха с периодами активности. Имеет трёх-четырёхлетний цикл смены популяции, при котором периодически численность популяции поднимается до неприемлемого уровня, что приводит к высокой смертности среди животных, а затем к резкому и большому сокращению популяции. Проводит зиму в гнёздах под снегом.

## Размножение
Достигают половой зрелости менее чем через месяц после рождения и размножаются круглый год, если условия благоприятствуют, каждый приплод содержит от шести до восьми детёнышей, беременность длится около двадцати дней. Молодые лемминги разбегаются в разных направлениях в поисках свободной территории.